# Lední hokej na Zimních olympijských hrách 2014 – turnaj muži

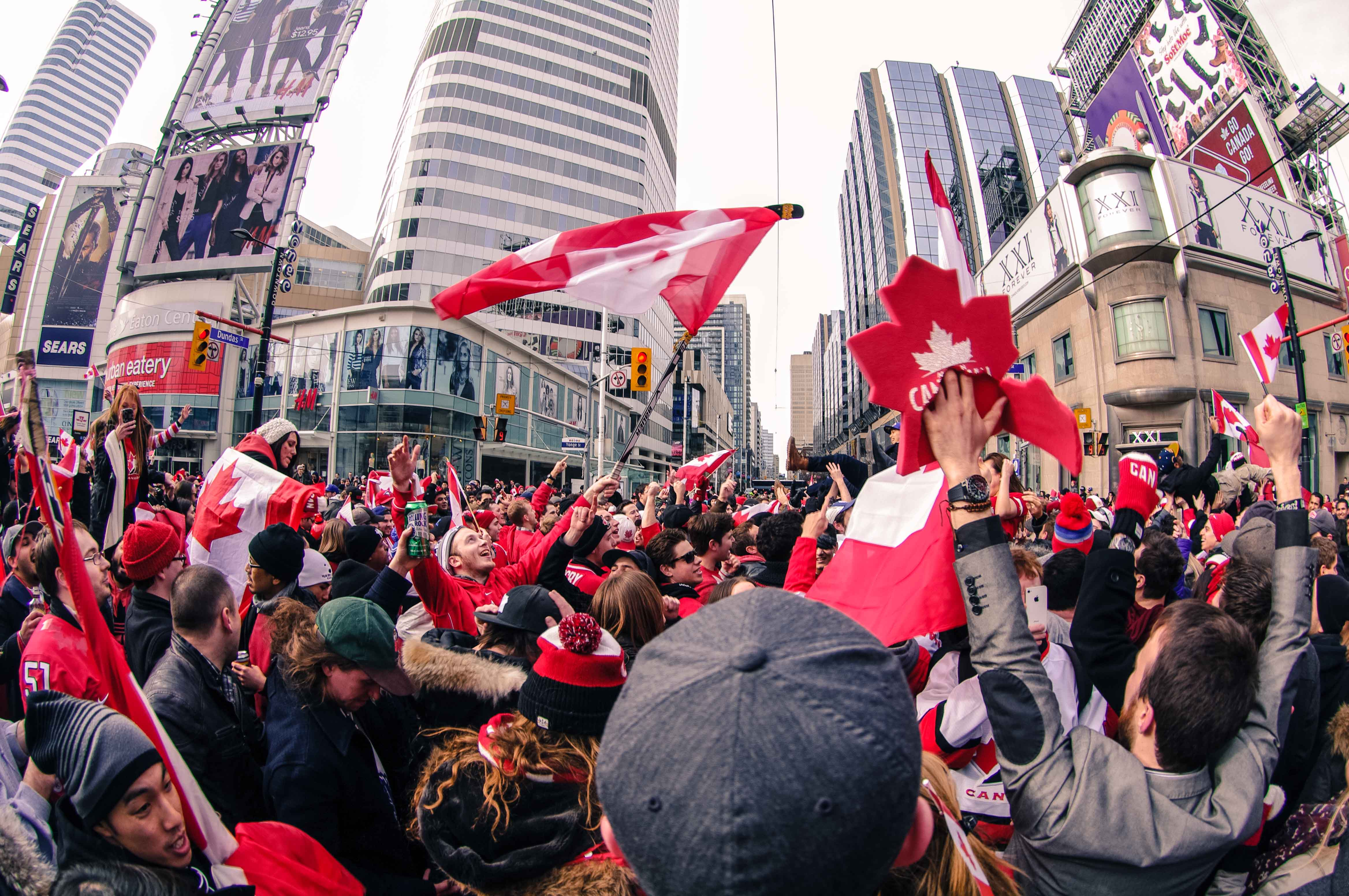
Oslava hokejového vítězství v Torontu.

Hokejový turnaj mužů na Zimních olympijských hrách 2014 se hrál od 12. do 23. února v Soči na stadiónech Bolšaja ledovaja arena a Šajba arena. Vítězství z Vancouveru obhájil tým Kanady, když ve finále zdolal výběr Švédska v poměru 3:0.

## Dohoda s NHL
19. července 2013 byla uzavřena dohoda mezi IIHF a NHL o startu hráčů z NHL na tomto olympijském turnaji. Pokud by se dohodu nepodařilo uzavřít, poprvé od roku 1998 by se stalo, že by se zimních olympijských her nezúčastnili hráči z NHL.
19. července 2013 se však všechny zainteresované strany (Mezinárodní hokejová federace (IIHF), Mezinárodní olympijský výbor, NHL a hráčská asociace NHLPA) shodly na konkrétních podmínkách startu hráčů z NHL, tato soutěž bude přerušena od 9. února do 26. února.

## Kvalifikace
Do turnaje se přímo kvalifikovalo 9 nejlepších týmů podle žebříčku IIHF 2012. O zbylá tři místa se utkalo ve třech fázích kvalifikačních turnajů celkem 24 zemí.

### Kvalifikované týmy
| Událost | Termín                          | Místo                  | Počet míst | Kvalifikováni                                                    |
| --- | ------------------------------- | ---------------------- | ---------- | ---------------------------------------------------------------- |
| Žebříček IIHF 2012, zahrnující výsledky z následujících akcí: Mistrovství světa v ledním hokeji 2009 Lední hokej na Zimních olympijských hrách 2010 Mistrovství světa v ledním hokeji 2010 Mistrovství světa v ledním hokeji 2011 Mistrovství světa v ledním hokeji 2012 | 6. dubna 2009 – 20. května 2012 | Helsinky a Stockholm * | 9          | Rusko Finsko Česko Švédsko Kanada Slovensko USA Norsko Švýcarsko |
| Turnaj hlavní kvalifikace – skupina D | 7.–10. února 2013               | Bietigheim-Bissingen   | 1          | Rakousko                                                         |
| Turnaj hlavní kvalifikace – skupina E | 7.–10. února 2013               | Riga                   | 1          | Lotyšsko                                                         |
| Turnaj hlavní kvalifikace – skupina F | 7.–10. února 2013               | Vojens                 | 1          | Slovinsko                                                        |
| CELKEM |                                 |                        | 12         |                                                                  |

- Helsinky a Stockholm jsou místem konání MS 2012, tedy události, ve které bylo rozhodnuto o nasazení, resp. přímém postupu na OH.

## Rozhodčí
IIHF nominovala na Zimní olympijské hry 2014 14 hlavních rozhodčích a stejný počet čárových sudích.
Hlavní rozhodčí:
- Lars Brüggemann
- Dave Jackson
- Antonín Jeřábek
- Mike Leggo
- Brad Meier
- Konstantin Olenin
- Tim Peel
- Daniel Piechaczek
- Kevin Pollock
- Jyri Rönn
- Vladimír Šindler
- Kelly Sutherland
- Marcus Vinnerborg
- Ian Walsh

Čároví rozhodčí:
- Derek Amell
- Lonnie Cameron
- Chris Carlson
- Ivan Děďulja
- Greg Devorski
- Tommy George
- Brad Kovachik
- Andy McElman
- André Schrader
- Sakari Suominen
- Miroslav Valach
- Mark Wheler
- Jesse Wilmot
- Christopher Woodworth

## Herní systém
Celkem 12 účastníků bylo podle umístění v žebříčku IIHF 2012 nasazeno do tří skupin po čtyřech týmech. Ve skupinách se utkal každý s každým. Poté byly týmy seřazeny do žebříčku od 1 do 12 na základě výsledků v základních skupinách. V žebříčku rozhodovaly tato kritéria:
1. vyšší umístění ve skupině
2. vyšší počet bodů
3. lepší rozdíl vstřelených a inkasovaných branek
4. vyšší počet vstřelených branek
5. lepší umístění v žebříčku IIHF 2013

Rovnou do čtvrtfinále playoff postoupily čtyři nejlepší z žebříčku (tj. vítězové skupin a nejlepší tým na druhém místě). O další 4 čtvrtfinálová místa se v předkole playoff utkalo zbylých osm týmů. Čtyři vítězové čtvrtfinále postoupili do semifinále, ze kterého postoupili dva vítězové do finále a dva poražené týmy hrály o bronz.

## Širší nominace
Finsko – Jako první, kdo zveřejnil širší nominaci byl finský trenér Erkka Westerlund, který nominoval více než 50 hokejistů. Nezapomněl v nominaci na zkušené hvězdy finského hokeje, tak i na mladé hokejisty.
Švýcarsko – Překvapiví stříbrní medailisté z posledního šampionátu mají nominaci složenou pouze z hokejistů z NHL a domácí nejvyšší soutěže. Kanadský trenér Sean Simpson neopomněl zkušené hráče jako Martina Gerbera, Mathiase Segera či Jonase Hillera a celkově nominoval 48 hokejistů.
Lotyšsko – V předběžné nominaci Lotyšska nechybí hokejisté z NHL, KHL, ale i dalších evropských soutěží včetně českých klubů. Největši zastoupení mají hráči z KHL a především z klubu Dinamo Riga, kterých je na soupisce 21. Trenér Ted Nolan vybral do širšího kádru více než 50 hokejistů.
Česko – Trenér Alois Hadamczik vybral do širší nominace celkem 67 hokejistů. V nominaci českého týmu nechybí podle očekávání hvězdy jako jsou Jaromír Jágr, Patrik Eliáš nebo David Krejčí, dostalo se ale i na brankáře Tomáše Vokouna, jenž uvažoval o svém konci v národním týmu.

## Základní skupiny

### Skupina A
| Poř. | Tým       | Z | V | VP | PP | P | GV | GI | +/- | B |
| ---- | --------- | - | - | -- | -- | - | -- | -- | --- | - |
| 1.   | USA       | 3 | 2 | 1  | 0  | 0 | 15 | 4  | +11 | 8 |
| 2.   | Rusko     | 3 | 1 | 1  | 1  | 0 | 8  | 5  | +3  | 6 |
| 3.   | Slovinsko | 3 | 1 | 0  | 0  | 2 | 6  | 11 | –5  | 3 |
| 4.   | Slovensko | 3 | 0 | 0  | 1  | 2 | 2  | 11 | –9  | 1 |

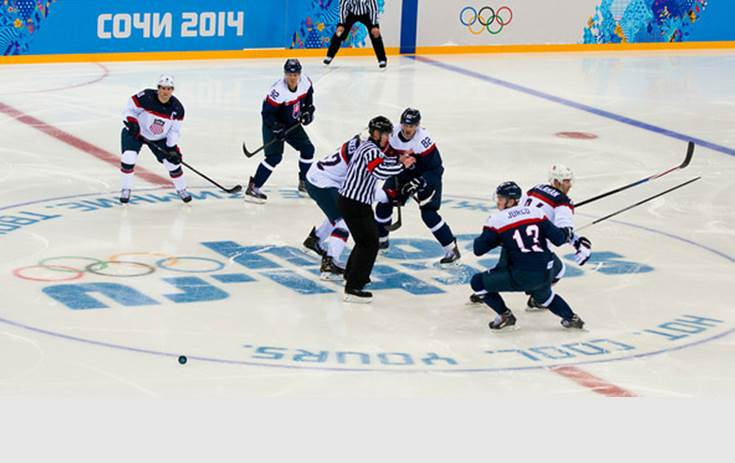
Zápas Slovensko — Spojené státy 1 : 7

Všechny časy jsou místní (UTC+4), tj. SEČ+3.
| 13. února 2014 16:30 | Rusko | 5–2 (2–0, 1–2, 2–0) | Slovinsko | Bolšaja ledovaja arena, Soči Návštěvnost: 11 653 |  |

| Zpráva | |                             |                                         |                                                                              |
| Semjon Varlamov | Semjon Varlamov | Brankáři                    | Robert Kristan                          | Rozhodčí: Dave Jackson Vladimír Šindler Čároví: Lonnie Cameron Chris Carlson |
| Alexandr Ovečkin – 1:17 Jevgenij Malkin – 3:54 Ilja Kovalčuk – 37:48 Valerij Ničuškin – 43:59 Anton Bjelov – 47:53 | Alexandr Ovečkin – 1:17 Jevgenij Malkin – 3:54 Ilja Kovalčuk – 37:48 Valerij Ničuškin – 43:59 Anton Bjelov – 47:53 | 1–0 2–0 2–1 3–1 3–2 4–2 5–2 | 21:43 – Žiga Jeglič 38:52 – Žiga Jeglič | Rozhodčí: Dave Jackson Vladimír Šindler Čároví: Lonnie Cameron Chris Carlson |
| 6 min | 6 min | Tresty                      | 6 min                                   | Rozhodčí: Dave Jackson Vladimír Šindler Čároví: Lonnie Cameron Chris Carlson |
| 35 | 35 | Střely                      | 14                                      | Rozhodčí: Dave Jackson Vladimír Šindler Čároví: Lonnie Cameron Chris Carlson |

| 13. února 2014 16:30 | Slovensko | 1–7 (0–1, 1–6, 0–0) | USA | Šajba arena, Soči Návštěvnost: 4 119 |  |

| Zpráva                     |                            |                                 | |                                                                          |
| Jaroslav Halák Peter Budaj | Jaroslav Halák Peter Budaj | Brankáři                        | Jonathan Quick | Rozhodčí: Antonín Jeřábek Kevin Pollock Čároví: Mark Wheler Jesse Wilmot |
| Tomáš Tatar – 20:24        | Tomáš Tatar – 20:24        | 0–1 1–1 1–2 1–3 1–4 1–5 1–6 1–7 | 14:27 – John Carlson 21:26 – Ryan Kesler 22:32 – Paul Stastny 28:16 – David Backes 33:30 – Paul Stastny 34:20 - Phil Kessel 35:17 – Dustin Brown | Rozhodčí: Antonín Jeřábek Kevin Pollock Čároví: Mark Wheler Jesse Wilmot |
| 4 min                      | 4 min                      | Tresty                          | 2 min | Rozhodčí: Antonín Jeřábek Kevin Pollock Čároví: Mark Wheler Jesse Wilmot |
| 23                         | 23                         | Střely                          | 33 | Rozhodčí: Antonín Jeřábek Kevin Pollock Čároví: Mark Wheler Jesse Wilmot |

| 15. února 2014 12:00 | Slovensko | 1–3 (0–0, 0–0, 1–3) | Slovinsko | Bolšaja ledovaja arena, Soči Návštěvnost: 7 438 |  |

| Zpráva              |                     |                 |                                                               |                                                                         |
| Jaroslav Halák      | Jaroslav Halák      | Brankáři        | Robert Kristan                                                | Rozhodčí: Konstantin Olenin Tim Peel Čároví: Derek Amell Ivan Dedioulia |
| Tomáš Jurčo – 59:42 | Tomáš Jurčo – 59:42 | 0–1 0–2 0–3 1–3 | 43:23 – Rok Tičar 48:59 – Tomaž Razingar 49:22 – Anže Kopitar | Rozhodčí: Konstantin Olenin Tim Peel Čároví: Derek Amell Ivan Dedioulia |
| 8 min               | 8 min               | Tresty          | 10 min                                                        | Rozhodčí: Konstantin Olenin Tim Peel Čároví: Derek Amell Ivan Dedioulia |
| 28                  | 28                  | Střely          | 31                                                            | Rozhodčí: Konstantin Olenin Tim Peel Čároví: Derek Amell Ivan Dedioulia |

| 15. února 2014 13:30 | USA | 3–2 SN (0–0, 1–1, 1–1 : 0–0 : 1–0) | Rusko | Bolšaja ledovaja arena, Soči Návštěvnost: 11 678 |  |

| Zpráva                                                                                          |                                                                                                 |                                    | |                                                                           |
| Jonathan Quick                                                                                  | Jonathan Quick                                                                                  | Brankáři                           | Sergej Bobrovskij | Rozhodčí: Brad Meier Marcus Vinnerborg Čároví: Greg Devorski Jesse Wilmot |
| Cam Fowler – 36:34 Joe Pavelski – 49:27 T. J. Oshie James van Riemsdyk Joe Pavelski T. J. Oshie | Cam Fowler – 36:34 Joe Pavelski – 49:27 T. J. Oshie James van Riemsdyk Joe Pavelski T. J. Oshie | 0–1 1–1 2–1 2–2 Samostatné nájezdy | 29:15 – Pavel Dacjuk 52:44 – Pavel Dacjuk Jevgenij Malkin Pavel Dacjuk Ilja Kovalčuk Pavel Dacjuk Ilja Kovalčuk Pavel Dacjuk Ilja Kovalčuk | Rozhodčí: Brad Meier Marcus Vinnerborg Čároví: Greg Devorski Jesse Wilmot |
| 12 min                                                                                          | 12 min                                                                                          | Tresty                             | 10 min | Rozhodčí: Brad Meier Marcus Vinnerborg Čároví: Greg Devorski Jesse Wilmot |
| 34                                                                                              | 34                                                                                              | Střely                             | 31 | Rozhodčí: Brad Meier Marcus Vinnerborg Čároví: Greg Devorski Jesse Wilmot |

| 16. února 2014 16:30 | Rusko | 1–0 SN (0–0, 0–0, 0–0 : 0–0 : 1–0) | Slovensko | Bolšaja ledovaja arena, Soči Návštěvnost: 11 097 |  |

| Zpráva                          |                                 |                    |                            |                                                                               |
| Semjon Varlamov                 | Semjon Varlamov                 | Brankáři           | Ján Laco                   | Rozhodčí: Lars Brüggemann Kelly Sutherland Čároví: Chris Carlson Andy McElman |
| Alexander Radulov Ilja Kovalčuk | Alexander Radulov Ilja Kovalčuk | Samostatné nájezdy | Michal Handzuš Tomáš Tatar | Rozhodčí: Lars Brüggemann Kelly Sutherland Čároví: Chris Carlson Andy McElman |
| 4 min                           | 4 min                           | Tresty             | 10 min                     | Rozhodčí: Lars Brüggemann Kelly Sutherland Čároví: Chris Carlson Andy McElman |
| 37                              | 37                              | Střely             | 27                         | Rozhodčí: Lars Brüggemann Kelly Sutherland Čároví: Chris Carlson Andy McElman |

| 16. února 2014 16:30 | Slovinsko | 1–5 (0–2, 0–2, 1–1) | USA | Šajba arena, Soči Návštěvnost: 4 892 |  |

| Zpráva                |                       |                         | |                                                                    |
| Luka Gračnar          | Luka Gračnar          | Brankáři                | Ryan Miller                                                                                            | Rozhodčí: Mike Leggo Jyri Rönn Čároví: Miroslav Valach Mark Wheler |
| Marcel Rodman – 59:42 | Marcel Rodman – 59:42 | 0–1 0–2 0–3 0–4 0–5 1–5 | 01:04 – Phil Kessel 04:33 – Phil Kessel 31:05 – Phil Kessel 32:17 – Ryan McDonagh 43:26 – David Backes | Rozhodčí: Mike Leggo Jyri Rönn Čároví: Miroslav Valach Mark Wheler |
| 4 min                 | 4 min                 | Tresty                  | 6 min                                                                                                  | Rozhodčí: Mike Leggo Jyri Rönn Čároví: Miroslav Valach Mark Wheler |
| 18                    | 18                    | Střely                  | 28 | Rozhodčí: Mike Leggo Jyri Rönn Čároví: Miroslav Valach Mark Wheler |

### Skupina B
| Poř. | Tým      | Z | V | VP | PP | P | GV | GI | +/- | B |
| ---- | -------- | - | - | -- | -- | - | -- | -- | --- | - |
| 1.   | Kanada   | 3 | 2 | 1  | 0  | 0 | 11 | 2  | +9  | 8 |
| 2.   | Finsko   | 3 | 2 | 0  | 1  | 0 | 15 | 7  | +8  | 7 |
| 3.   | Rakousko | 3 | 1 | 0  | 0  | 2 | 7  | 15 | –8  | 3 |
| 4.   | Norsko   | 3 | 0 | 0  | 0  | 3 | 3  | 12 | –9  | 0 |

Všechny časy jsou místní (UTC+4), tj. SEČ+3.
| 13. února 2014 12:00 | Finsko | 8–4 (4–2, 2–0, 2–2) | Rakousko | Bolšaja ledovaja arena, Soči Návštěvnost: 5 664 |  |

| Zpráva | |                                                 | |                                                                          |
| Tuukka Rask | Tuukka Rask | Brankáři                                        | Bernhard Starkbaum                                                                                  | Rozhodčí: Daniel Piechaczek Ian Walsh Čároví: Tommy George Brad Kovachik |
| Mikael Granlund – 05:15 Sami Lepistö – 11:23 Olli Määttä – 19:25 Jarkko Immonen – 19:33 Jussi Jokinen – 21:43 Petri Kontiola – 32:10 Jarkko Immonen – 51:25 Mikael Granlund – 58:25 | Mikael Granlund – 05:15 Sami Lepistö – 11:23 Olli Määttä – 19:25 Jarkko Immonen – 19:33 Jussi Jokinen – 21:43 Petri Kontiola – 32:10 Jarkko Immonen – 51:25 Mikael Granlund – 58:25 | 0–1 1–1 1–2 2–2 3–2 4–2 5–2 6–2 6–3 7–3 7–4 8–4 | 00:36 – Michael Grabner 09:19 – Thomas Hundertpfund 41:29 – Michael Grabner 54:22 – Michael Grabner | Rozhodčí: Daniel Piechaczek Ian Walsh Čároví: Tommy George Brad Kovachik |
| 4 min | 4 min | Tresty                                          | 10 min                                                                                              | Rozhodčí: Daniel Piechaczek Ian Walsh Čároví: Tommy George Brad Kovachik |
| 52 | 52 | Střely                                          | 20                                                                                                  | Rozhodčí: Daniel Piechaczek Ian Walsh Čároví: Tommy George Brad Kovachik |

| 13. února 2014 21:00 | Kanada | 3–1 (2–0, 1–1, 0–0) | Norsko | Bolšaja ledovaja arena, Soči Návštěvnost: 10 261 |  |

| Zpráva                                                     |                                                            |                 |                          |                                                                                  |
| Carey Price                                                | Carey Price                                                | Brankáři        | Lars Haugen              | Rozhodčí: Mike Leggo Marcus Vinnerborg Čároví: Andy McElman Cristopher Woodworth |
| Shea Weber – 26:20 Jamie Benn – 35:19 Drew Doughty – 41:47 | Shea Weber – 26:20 Jamie Benn – 35:19 Drew Doughty – 41:47 | 1–0 2–0 2–1 3–1 | 40:22 – Patrick Thoresen | Rozhodčí: Mike Leggo Marcus Vinnerborg Čároví: Andy McElman Cristopher Woodworth |
| 10 min                                                     | 10 min                                                     | Tresty          | 6 min                    | Rozhodčí: Mike Leggo Marcus Vinnerborg Čároví: Andy McElman Cristopher Woodworth |
| 38                                                         | 38                                                         | Střely          | 20                       | Rozhodčí: Mike Leggo Marcus Vinnerborg Čároví: Andy McElman Cristopher Woodworth |

| 14. února 2014 21:00 | Kanada | 6–0 (2–0, 4–0, 0–0) | Rakousko | Bolšaja ledovaja arena, Soči Návštěvnost: 8 969 |  |

| Zpráva | |                         |                                   |                                                                                 |
| Roberto Luongo | Roberto Luongo | Brankáři                | Bernhard Starkbaum Matthias Lange | Rozhodčí: Dave Jackson Konstantin Olenin Čároví: Lonnie Cameron Miroslav Valach |
| Drew Doughty – 05:24 Shea Weber – 10:12 Jeff Carter – 22:39 Jeff Carter – 24:09 Jeff Carter – 34:33 Ryan Getzlaf – 36:48 | Drew Doughty – 05:24 Shea Weber – 10:12 Jeff Carter – 22:39 Jeff Carter – 24:09 Jeff Carter – 34:33 Ryan Getzlaf – 36:48 | 1–0 2–0 3–0 4–0 5–0 6–0 |                                   | Rozhodčí: Dave Jackson Konstantin Olenin Čároví: Lonnie Cameron Miroslav Valach |
| 8 min | 8 min | Tresty                  | 2 min                             | Rozhodčí: Dave Jackson Konstantin Olenin Čároví: Lonnie Cameron Miroslav Valach |
| 46 | 46 | Střely                  | 23                                | Rozhodčí: Dave Jackson Konstantin Olenin Čároví: Lonnie Cameron Miroslav Valach |

| 14. února 2014 21:00 | Norsko | 1–6 (0–3, 0–2, 1–1) | Finsko | Šajba arena, Soči Návštěvnost: 3 018 |  |

| Zpráva                  |                         |                             | |                                                                              |
| Lars Haugen Lars Volden | Lars Haugen Lars Volden | Brankáři                    | Kari Lehtonen | Rozhodčí: Lars Brüggemann Kelly Sutherland Čároví: Derek Amell Chris Carlson |
| Per-Åge Skrøder – 41:01 | Per-Åge Skrøder – 41:01 | 0–1 0–2 0–3 0–4 0–5 1–5 1–6 | 05:46 – Teemu Selänne 06:51 – Lauri Korpikoski 17:21 – Jori Lehterä 28:03 – Lauri Korpikoski 31:26 – Olli Jokinen 57:41 – Olli Määtä | Rozhodčí: Lars Brüggemann Kelly Sutherland Čároví: Derek Amell Chris Carlson |
| 6 min                   | 6 min                   | Tresty                      | 6 min | Rozhodčí: Lars Brüggemann Kelly Sutherland Čároví: Derek Amell Chris Carlson |
| 21                      | 21                      | Střely                      | 39 | Rozhodčí: Lars Brüggemann Kelly Sutherland Čároví: Derek Amell Chris Carlson |

| 16. února 2014 12:00 | Rakousko | 3–1 (2–0, 0–1, 1–0) | Norsko | Bolšaja ledovaja arena, Soči Návštěvnost: 6 882 |  |

| Zpráva                                                                |                                                                       |                 |                         |                                                                            |
| Mathias Lange                                                         | Mathias Lange                                                         | Brankáři        | Lars Haugen             | Rozhodčí: Vladimír Šindler Ian Walsh Čároví: Lonnie Cameron André Schrader |
| Michael Grabner – 04:27 Michael Raffl – 06:52 Michael Grabner – 58:23 | Michael Grabner – 04:27 Michael Raffl – 06:52 Michael Grabner – 58:23 | 1–0 2–0 2–1 3–1 | 28:05 – Per-Åge Skrøder | Rozhodčí: Vladimír Šindler Ian Walsh Čároví: Lonnie Cameron André Schrader |
| 12 min                                                                | 12 min                                                                | Tresty          | 8 min                   | Rozhodčí: Vladimír Šindler Ian Walsh Čároví: Lonnie Cameron André Schrader |
| 27                                                                    | 27                                                                    | Střely          | 35                      | Rozhodčí: Vladimír Šindler Ian Walsh Čároví: Lonnie Cameron André Schrader |

| 16. února 2014 21:00 | Finsko | 1–2 P (0–1, 1–0, 0–0 : 0–1) | Kanada | Bolšaja ledovaja arena, Soči Návštěvnost: 11 263 |  |

| Report              |                     |             |                                           |                                                                            |
| Tuukka Rask         | Tuukka Rask         | Brankáři    | Carey Price                               | Rozhodčí: Antonín Jeřábek Kevin Pollock Čároví: Ivan Děďulja Brad Kovachik |
| Tuomo Ruutu – 38:00 | Tuomo Ruutu – 38:00 | 0–1 1–1 1–2 | 13:44 – Drew Doughty 62:32 – Drew Doughty | Rozhodčí: Antonín Jeřábek Kevin Pollock Čároví: Ivan Děďulja Brad Kovachik |
| 2 min               | 2 min               | Tresty      | 2 min                                     | Rozhodčí: Antonín Jeřábek Kevin Pollock Čároví: Ivan Děďulja Brad Kovachik |
| 15                  | 15                  | Střely      | 27                                        | Rozhodčí: Antonín Jeřábek Kevin Pollock Čároví: Ivan Děďulja Brad Kovachik |

### Skupina C
| Poř. | Tým       | Z | V | VP | PP | P | GV | GI | +/- | B |
| ---- | --------- | - | - | -- | -- | - | -- | -- | --- | - |
| 1.   | Švédsko   | 3 | 3 | 0  | 0  | 0 | 10 | 5  | +5  | 9 |
| 2.   | Švýcarsko | 3 | 2 | 0  | 0  | 1 | 2  | 1  | +1  | 6 |
| 3.   | Česko     | 3 | 1 | 0  | 0  | 2 | 6  | 7  | –1  | 3 |
| 4.   | Lotyšsko  | 3 | 0 | 0  | 0  | 3 | 5  | 10 | –5  | 0 |

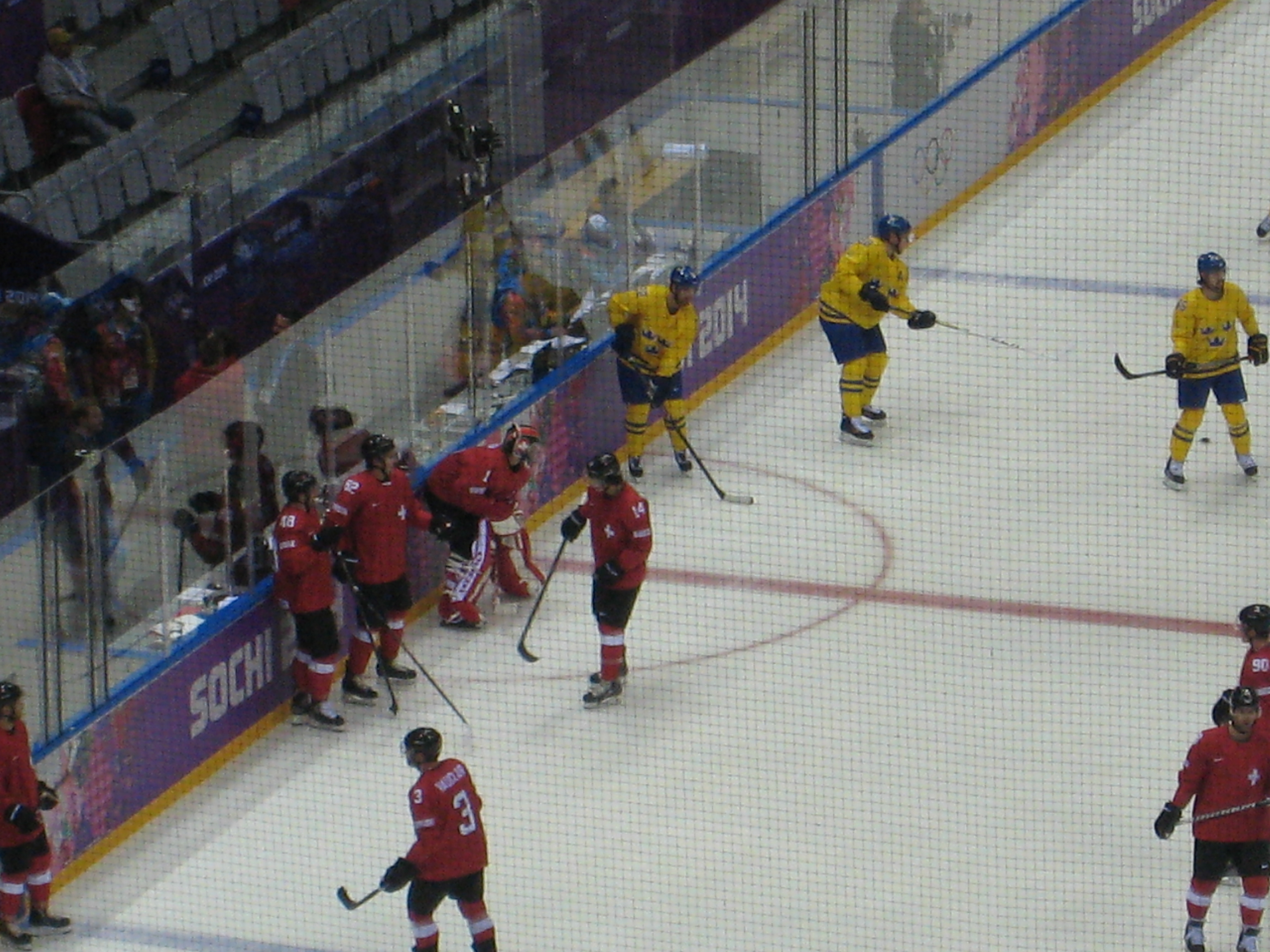
Zápas Švédsko — Švýcarsko 1:0

Všechny časy jsou místní (UTC+4), tj. SEČ+3.
| 12. února 2014 21:00 | Česko | 2–4 (0–2, 2–2, 0–0) | Švédsko | Bolšaja ledovaja arena, Soči Návštěvnost: 11 419 |  |

| Zpráva                                      |                                             |                         |                                                                                               |                                                                                   |
| Jakub Kovář Alexander Salák                 | Jakub Kovář Alexander Salák                 | Brankáři                | Henrik Lundqvist                                                                              | Rozhodčí: Konstantin Olenin Kelly Sutherland Čároví: Ivan Dedioulia Greg Devorski |
| Marek Židlický – 28:12 Jaromír Jágr – 30:01 | Marek Židlický – 28:12 Jaromír Jágr – 30:01 | 0–1 0–2 0–3 0–4 1–4 2–4 | 10:07 – Erik Karlsson 13:17 – Patrik Berglund 20:51 – Henrik Zetterberg 24:07 – Erik Karlsson | Rozhodčí: Konstantin Olenin Kelly Sutherland Čároví: Ivan Dedioulia Greg Devorski |
| 10 min                                      | 10 min                                      | Tresty                  | 10 min                                                                                        | Rozhodčí: Konstantin Olenin Kelly Sutherland Čároví: Ivan Dedioulia Greg Devorski |
| 29                                          | 29                                          | Střely                  | 25                                                                                            | Rozhodčí: Konstantin Olenin Kelly Sutherland Čároví: Ivan Dedioulia Greg Devorski |

| 12. února 2014 21:00 | Lotyšsko | 0–1 (0–0, 0–0, 0–1) | Švýcarsko | Šajba arena, Soči Návštěvnost: 5 116 |  |

| Zpráva           |                  |          |                     |                                                                          |
| Edgars Masaļskis | Edgars Masaļskis | Brankáři | Jonas Hiller        | Rozhodčí: Lars Brüggemann Brad Meier Čároví: Derek Amell Sakari Suominen |
|                  |                  | 0–1      | 59:52 – Simon Moser | Rozhodčí: Lars Brüggemann Brad Meier Čároví: Derek Amell Sakari Suominen |
| 10 min           | 10 min           | Tresty   | 6 min               | Rozhodčí: Lars Brüggemann Brad Meier Čároví: Derek Amell Sakari Suominen |
| 21               | 21               | Střely   | 39                  | Rozhodčí: Lars Brüggemann Brad Meier Čároví: Derek Amell Sakari Suominen |

| 14. února 2014 12:00 | Česko | 4–2 (2–1, 2–1, 0–0) | Lotyšsko | Bolšaja ledovaja arena, Soči Návštěvnost: 5 831 |  |

| Zpráva                                                                                |                                                                                       |                         |                                                  |                                                                  |
| Ondřej Pavelec                                                                        | Ondřej Pavelec                                                                        | Brankáři                | Edgars Masaļskis                                 | Rozhodčí: Tim Peel Jiry Ronn Čároví: Andre Schräder Mark Wheeler |
| 10:10 – Martin Erat 19:29 – Jaromír Jágr 27:06 – Jakub Voráček 37:02 – Marek Židlický | 10:10 – Martin Erat 19:29 – Jaromír Jágr 27:06 – Jakub Voráček 37:02 – Marek Židlický | 1–0 1–1 2–1 2–2 3–2 4–2 | 13:05 – Jānis Sprukts 22:45 – Herberts Vasiļjevs | Rozhodčí: Tim Peel Jiry Ronn Čároví: Andre Schräder Mark Wheeler |
| 8 min                                                                                 | 8 min                                                                                 | Tresty                  | 8 min                                            | Rozhodčí: Tim Peel Jiry Ronn Čároví: Andre Schräder Mark Wheeler |
| 39                                                                                    | 39                                                                                    | Střely                  | 20                                               | Rozhodčí: Tim Peel Jiry Ronn Čároví: Andre Schräder Mark Wheeler |

| 14. února 2014 16:30 | Švédsko | 1–0 (0–0, 0–0, 1–0) | Švýcarsko | Bolšaja ledovaja arena, Soči Návštěvnost: 7 968 |  |

| Zpráva                    |                           |          |            |                                                                             |
| Henrik Lundqvist          | Henrik Lundqvist          | Brankáři | Reto Berra | Rozhodčí: Mike Leggo Vladimír Šindler Čároví: Greg Devorski Sakari Suominen |
| Daniel Alfredsson – 52:39 | Daniel Alfredsson – 52:39 | 1–0      |            | Rozhodčí: Mike Leggo Vladimír Šindler Čároví: Greg Devorski Sakari Suominen |
| 4 min                     | 4 min                     | Tresty   | 8 min      | Rozhodčí: Mike Leggo Vladimír Šindler Čároví: Greg Devorski Sakari Suominen |
| 31                        | 31                        | Střely   | 26         | Rozhodčí: Mike Leggo Vladimír Šindler Čároví: Greg Devorski Sakari Suominen |

| 15. února 2014 21:00 | Švýcarsko | 1–0 (1–0, 0–0, 0–0) | Česko | Bolšaja ledovaja arena, Soči Návštěvnost: 10 253 |  |

| Zpráva                  |                         |          |                |                                                                                      |
| Jonas Hiller            | Jonas Hiller            | Brankáři | Ondřej Pavelec | Rozhodčí: Daniel Piechaczek Kevin Pollock Čároví: Brad Kovachik Cristopher Woodworth |
| Simon Bodenmann – 14:10 | Simon Bodenmann – 14:10 | 1–0      |                | Rozhodčí: Daniel Piechaczek Kevin Pollock Čároví: Brad Kovachik Cristopher Woodworth |
| 10 min                  | 10 min                  | Tresty   | 6 min          | Rozhodčí: Daniel Piechaczek Kevin Pollock Čároví: Brad Kovachik Cristopher Woodworth |
| 26                      | 26                      | Střely   | 26             | Rozhodčí: Daniel Piechaczek Kevin Pollock Čároví: Brad Kovachik Cristopher Woodworth |

| 15. února 2014 21:00 | Švédsko | 5–3 (1–1, 3–1, 1–1) | Lotyšsko | Šajba arena, Soči Návštěvnost: 3 709 |  |

| Zpráva | |                                 |                                                                        |                                                                       |
| Henrik Lundqvist | Henrik Lundqvist | Brankáři                        | Kristers Gudļevskis                                                    | Rozhodčí: Antonín Jeřábek Ian Walsh Čároví: Tommy George Andy McElman |
| Patrik Berglund – 15:50 Erik Karlsson – 22:45 Daniel Alfredsson – 36:14 Jimmie Ericsson – 38:47 Alexander Edler – 52:20 | Patrik Berglund – 15:50 Erik Karlsson – 22:45 Daniel Alfredsson – 36:14 Jimmie Ericsson – 38:47 Alexander Edler – 52:20 | 1–0 1–1 1–2 2–2 3–2 4–2 4–3 5–3 | 18:48 – Lauris Dārziņš 21:22 – Jānis Sprukts 41:28 – Zemgus Girgensons | Rozhodčí: Antonín Jeřábek Ian Walsh Čároví: Tommy George Andy McElman |
| 12 min | 12 min | Tresty                          | 12 min                                                                 | Rozhodčí: Antonín Jeřábek Ian Walsh Čároví: Tommy George Andy McElman |
| 30 | 30 | Střely                          | 23                                                                     | Rozhodčí: Antonín Jeřábek Ian Walsh Čároví: Tommy George Andy McElman |

### Souhrnná tabulka po základní části
| Umístění | Tým       | Skupina | # | Z | B | +/- | GV | Žebříček IIHF |
| -------- | --------- | ------- | - | - | - | --- | -- | ------------- |
| 1D       | Švédsko   | C       | 1 | 3 | 9 | +5  | 10 | 1             |
| 2D       | USA       | A       | 1 | 3 | 8 | +11 | 15 | 6             |
| 3D       | Kanada    | B       | 1 | 3 | 8 | +9  | 11 | 5             |
| 4D       | Finsko    | B       | 2 | 3 | 7 | +8  | 15 | 2             |
| 5D       | Rusko     | A       | 2 | 3 | 6 | +3  | 8  | 3             |
| 6D       | Švýcarsko | C       | 2 | 3 | 6 | +1  | 2  | 7             |
| 7D       | Česko     | C       | 3 | 3 | 3 | –1  | 6  | 4             |
| 8D       | Slovinsko | A       | 3 | 3 | 3 | –5  | 6  | 17            |
| 9D       | Rakousko  | B       | 3 | 3 | 3 | −8  | 7  | 15            |
| 10D      | Slovensko | A       | 4 | 3 | 1 | −9  | 2  | 8             |
| 11D      | Lotyšsko  | C       | 4 | 3 | 0 | −5  | 5  | 11            |
| 12D      | Norsko    | B       | 4 | 3 | 0 | −9  | 3  | 9             |

## Play off
Všechny časy zápasů jsou místní (UTC+4), tj. SEČ+3.

### Pavouk

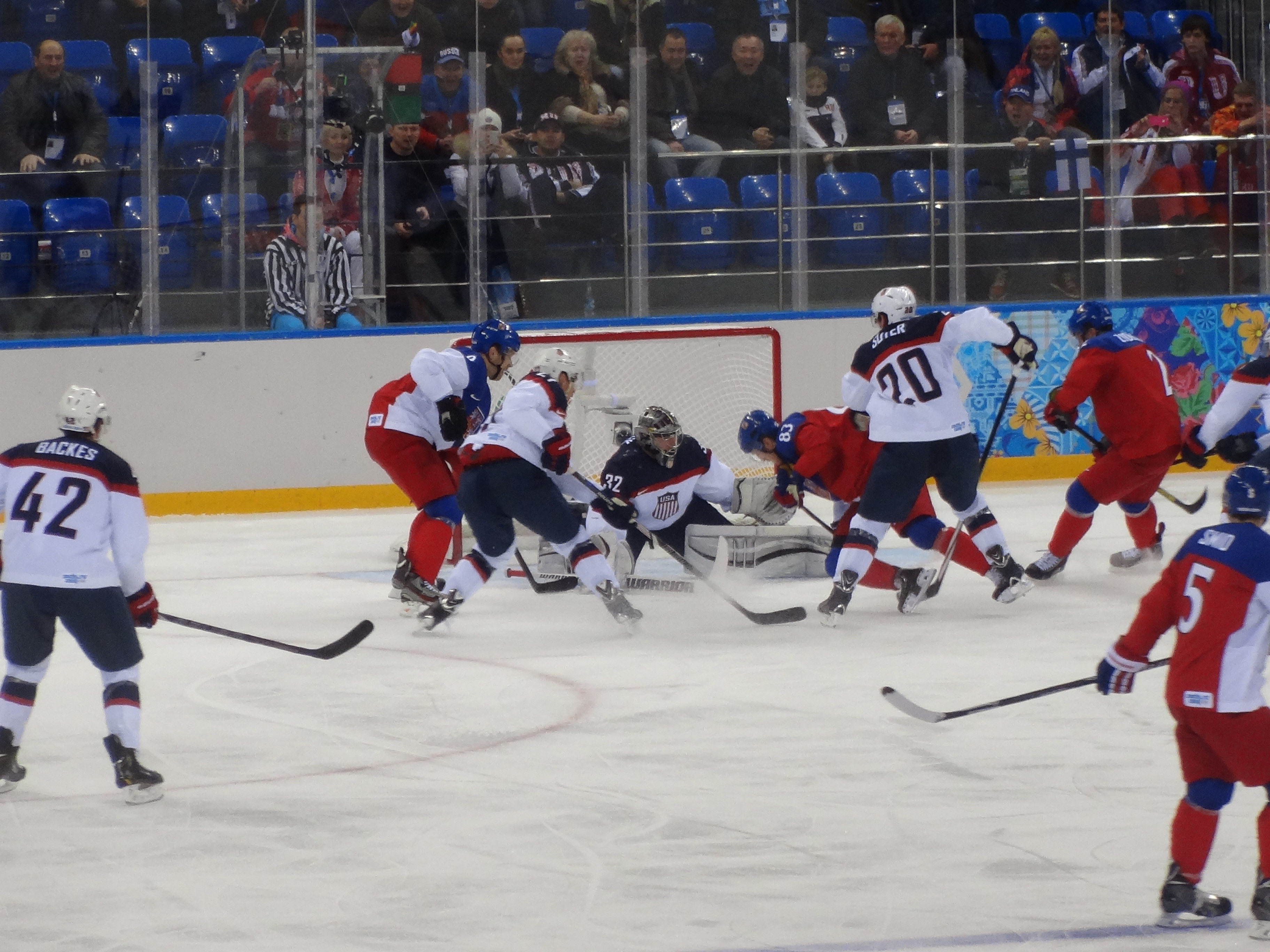
Čtvrtfinálový zápas USA – Česko 5:2

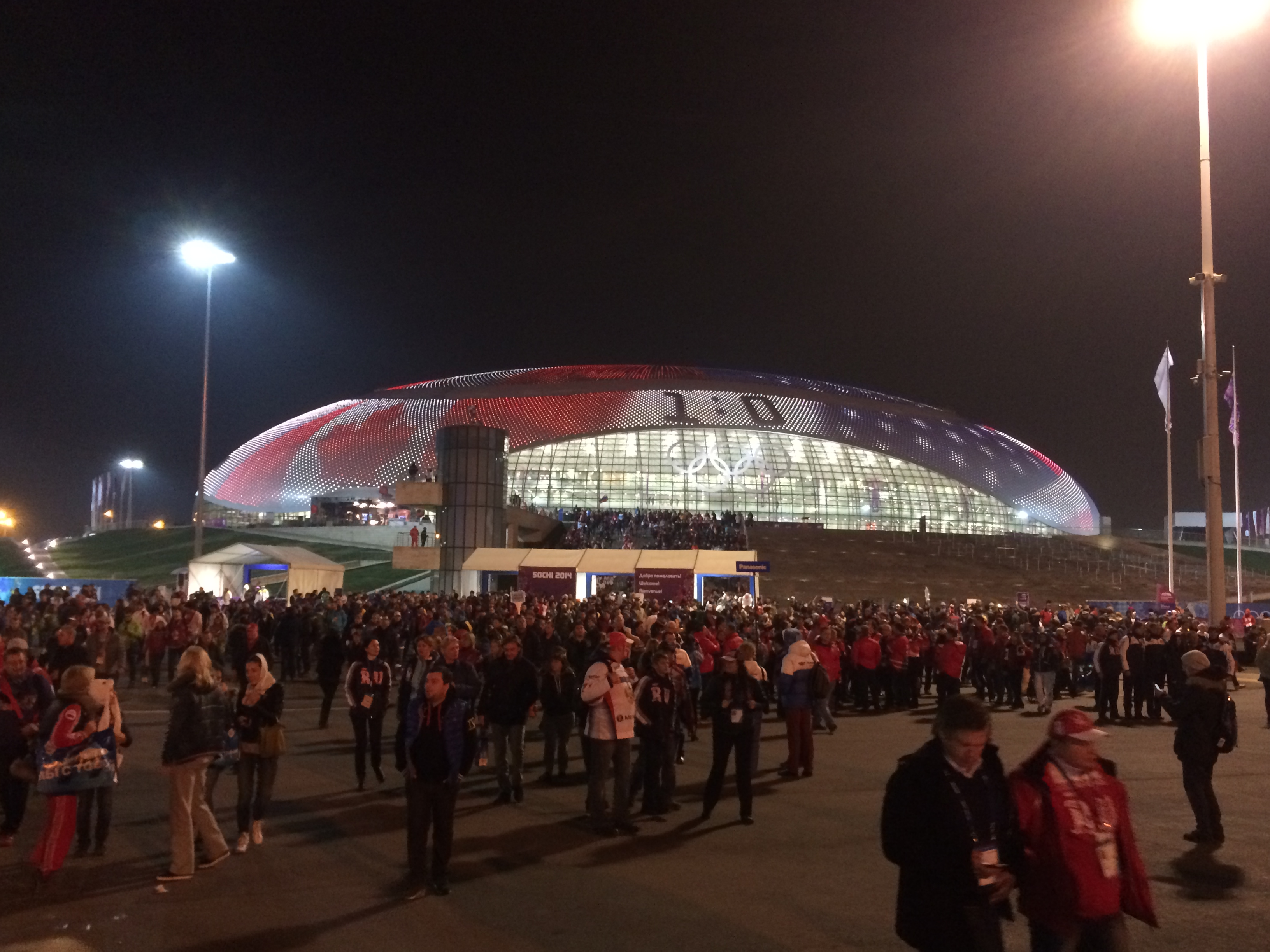
Bolšaja ledovaja arena při zápase Kanada – USA

|  | Předkolo | Předkolo  | Předkolo  |   |           | Čtvrtfinále | Čtvrtfinále   | Čtvrtfinále   |               |   | Semifinále | Semifinále | Semifinále |   |         | Finále | Finále | Finále |
|  |          |           |           |   |           |             |               |               |               |   |            |            |            |   |         |        |        |        |
|  | 1        | Švédsko   |           |   |           |             |               |               |               |   |            |            |            |   |         |        |        |        |
|  |          |           |           |   |           |             |               |               |               |   |            |            |            |   |         |        |        |        |
|  |          | 1         | Švédsko   | 5 |           |             |               |               |               |   |            |            |            |   |         |        |        |        |
|  |          |           |           | 5 |           |             |               |               |               |   |            |            |            |   |         |        |        |        |
|  |          | 8         | Slovinsko | 0 |           |             |               |               |               |   |            |            |            |   |         |        |        |        |
|  | 8        | 8         | Slovinsko | 0 | Slovinsko | 4           |               |               |               |   |            |            |            |   |         |        |        |        |
|  | 8        |           |           |   | Slovinsko | 4           |               |               |               |   |            |            |            |   |         |        |        |        |
|  | 9        | Rakousko  | 0         |   |           |             |               |               |               |   |            |            |            |   |         |        |        |        |
|  | 9        | Rakousko  | 0         |   |           |             |               |               |               | 1 | Švédsko    | 2          |            |   |         |        |        |        |
|  |          |           |           |   |           |             |               |               |               | 1 | Švédsko    | 2          |            |   |         |        |        |        |
|  |          | 4         | Finsko    | 1 |           |             |               |               |               |   |            |            |            |   |         |        |        |        |
|  | 5        | 4         | Finsko    | 1 | Rusko     | 4           |               |               |               |   |            |            |            |   |         |        |        |        |
|  | 5        |           |           |   | Rusko     | 4           |               |               |               |   |            |            |            |   |         |        |        |        |
|  | 12       | Norsko    | 0         |   |           |             |               |               |               |   |            |            |            |   |         |        |        |        |
|  | 12       | Norsko    | 0         |   | 5         | Rusko       | 1             |               |               |   |            |            |            |   |         |        |        |        |
|  |          |           |           |   | 5         | Rusko       | 1             |               |               |   |            |            |            |   |         |        |        |        |
|  |          | 4         | Finsko    | 3 |           |             |               |               |               |   |            |            |            |   |         |        |        |        |
|  |          | 4         | Finsko    | 3 |           |             |               |               |               |   |            |            |            |   |         |        |        |        |
|  |          |           |           |   |           |             |               |               |               |   |            |            |            |   |         |        |        |        |
|  | 4        | Finsko    |           |   |           |             |               |               |               |   |            |            |            |   |         |        |        |        |
|  | 4        | Finsko    |           |   |           |             |               |               |               |   |            |            |            | 1 | Švédsko | 0      |        |        |
|  |          |           |           |   |           |             |               |               |               |   |            |            |            | 1 | Švédsko | 0      |        |        |
|  |          | 3         | Kanada    | 3 |           |             |               |               |               |   |            |            |            |   |         |        |        |        |
|  | 3        | 3         | Kanada    | 3 | Kanada    |             |               |               |               |   |            |            |            |   |         |        |        |        |
|  | 3        |           |           |   | Kanada    |             |               |               |               |   |            |            |            |   |         |        |        |        |
|  |          |           |           |   |           |             |               |               |               |   |            |            |            |   |         |        |        |        |
|  |          | 3         | Kanada    | 2 |           |             |               |               |               |   |            |            |            |   |         |        |        |        |
|  |          |           |           | 2 |           |             |               |               |               |   |            |            |            |   |         |        |        |        |
|  |          | 11        | Lotyšsko  | 1 |           |             |               |               |               |   |            |            |            |   |         |        |        |        |
|  | 6        | 11        | Lotyšsko  | 1 | Švýcarsko | 1           |               |               |               |   |            |            |            |   |         |        |        |        |
|  | 6        |           |           |   | Švýcarsko | 1           |               |               |               |   |            |            |            |   |         |        |        |        |
|  | 11       | Lotyšsko  | 3         |   |           |             |               |               |               |   |            |            |            |   |         |        |        |        |
|  | 11       | Lotyšsko  | 3         |   |           |             |               |               |               | 3 | Kanada     | 1          |            |   |         |        |        |        |
|  |          |           |           |   |           |             |               |               |               | 3 | Kanada     | 1          |            |   |         |        |        |        |
|  |          | 2         | USA       | 0 |           |             | O třetí místo | O třetí místo | O třetí místo |   |            |            |            |   |         |        |        |        |
|  | 7        | 2         | USA       | 0 | Česko     | 5           | O třetí místo | O třetí místo | O třetí místo |   |            |            |            |   |         |        |        |        |
|  | 7        |           |           |   | Česko     | 5           |               |               |               |   |            |            |            |   |         |        |        |        |
|  | 10       | Slovensko | 3         |   |           |             |               |               |               |   |            |            |            |   |         |        |        |        |
|  | 10       | Slovensko | 3         |   | 7         | Česko       | 2             |               |               |   |            |            |            | 4 | Finsko  | 5      |        |        |
|  |          |           |           |   | 7         | Česko       | 2             |               |               |   |            |            |            | 4 | Finsko  | 5      |        |        |
|  |          | 2         | USA       | 5 |           |             |               |               |               |   |            | 2          | USA        | 0 |         |        |        |        |
|  |          | 2         | USA       | 5 |           |             |               |               |               |   |            | 2          | USA        | 0 |         |        |        |        |
|  |          |           |           |   |           |             |               |               |               |   |            |            |            |   |         |        |        |        |
|  | 2        | USA       |           |   |           |             |               |               |               |   |            |            |            |   |         |        |        |        |

### Předkolo play off
| 18. února 2014 12:00 | Slovinsko | 4–0 (2–0, 1–0, 1–0) | Rakousko | Bolšaja ledovaja arena, Soči Návštěvnost: 6 821 |  |

| Zpráva                                                                                |                                                                                       |                 |               |                                                                                    |
| Robert Kristan                                                                        | Robert Kristan                                                                        | Brankáři        | Mathias Lange | Rozhodčí: Dave Jackson Vladimír Šindler Čároví: Tommy George Christopher Woodworth |
| Anže Kopitar - 05:29 Jan Urbas - 11:57 Sabahudin Kovačevič - 23:21 Jan Muršak - 57:02 | Anže Kopitar - 05:29 Jan Urbas - 11:57 Sabahudin Kovačevič - 23:21 Jan Muršak - 57:02 | 1–0 2–0 3–0 4–0 |               | Rozhodčí: Dave Jackson Vladimír Šindler Čároví: Tommy George Christopher Woodworth |
| 6 min                                                                                 | 6 min                                                                                 | Tresty          | 10 min        | Rozhodčí: Dave Jackson Vladimír Šindler Čároví: Tommy George Christopher Woodworth |
| 30                                                                                    | 30                                                                                    | Střely          | 31            | Rozhodčí: Dave Jackson Vladimír Šindler Čároví: Tommy George Christopher Woodworth |

| 18. února 2014 16:30 | Rusko | 4–0 (0–0, 2–0, 2–0) | Norsko | Bolšaja ledovaja arena, Soči Návštěvnost: 11 423 |  |

| Zpráva                                                                                            |                                                                                                   |                 |             |                                                                                |
| Sergej Bobrovskij                                                                                 | Sergej Bobrovskij                                                                                 | Brankáři        | Lars Haugen | Rozhodčí: Daniel Piechaczek Kevin Pollock Čároví: Andy McElman Miroslav Valach |
| Alexandr Radulov – 24:12 Ilja Kovalčuk – 37:11 Alexandr Radulov – 58:53 Alexej Těreščenko – 59:20 | Alexandr Radulov – 24:12 Ilja Kovalčuk – 37:11 Alexandr Radulov – 58:53 Alexej Těreščenko – 59:20 | 1–0 2–0 3–0 4–0 |             | Rozhodčí: Daniel Piechaczek Kevin Pollock Čároví: Andy McElman Miroslav Valach |
| 2 min                                                                                             | 2 min                                                                                             | Tresty          | 6 min       | Rozhodčí: Daniel Piechaczek Kevin Pollock Čároví: Andy McElman Miroslav Valach |
| 31                                                                                                | 31                                                                                                | Střely          | 22          | Rozhodčí: Daniel Piechaczek Kevin Pollock Čároví: Andy McElman Miroslav Valach |

| 18. února 2014 21:00 | Švýcarsko | 1–3 (0–2, 1–0, 0–1) | Lotyšsko | Bolšaja ledovaja arena, Soči Návštěvnost: 7 912 |  |

| Zpráva               |                      |                 |                                                                       |                                                                     |
| Jonas Hiller         | Jonas Hiller         | Brankáři        | Edgars Masaļskis                                                      | Rozhodčí: Mike Leggo Jyri Rönn Čároví: Brad Kovachik André Schrader |
| Martin Plüss – 35:01 | Martin Plüss – 35:01 | 0–1 0–2 1–2 1–3 | 08:38 – Oskars Bārtulis 11:19 – Lauris Dārziņš 59:00 – Lauris Dārziņš | Rozhodčí: Mike Leggo Jyri Rönn Čároví: Brad Kovachik André Schrader |
| 4 min                | 4 min                | Tresty          | 2 min                                                                 | Rozhodčí: Mike Leggo Jyri Rönn Čároví: Brad Kovachik André Schrader |
| 33                   | 33                   | Střely          | 22                                                                    | Rozhodčí: Mike Leggo Jyri Rönn Čároví: Brad Kovachik André Schrader |

| 18. února 2014 21:00 | Česko | 5–3 (3–0, 1–1, 1–2) | Slovensko | Šajba arena, Soči Návštěvnost: 3 628 |  |

| Zpráva | |                                 |                                                                |                                                                             |
| Ondřej Pavelec                                                                                                | Ondřej Pavelec                                                                                                | Brankáři                        | Ján Laco                                                       | Rozhodčí: Tim Peel Marcus Vinnerborg Čároví: Lonnie Cameron Sakari Suominen |
| Aleš Hemský – 06:53 Roman Červenka – 07:22 David Krejčí – 17:03 Roman Červenka – 35:41 Tomáš Plekanec – 59:21 | Aleš Hemský – 06:53 Roman Červenka – 07:22 David Krejčí – 17:03 Roman Červenka – 35:41 Tomáš Plekanec – 59:21 | 1–0 2–0 3–0 4–0 4–1 4–2 4–3 5–3 | 38:57 – Marián Hossa 47:20 – Marián Hossa 48:51 – Tomáš Surový | Rozhodčí: Tim Peel Marcus Vinnerborg Čároví: Lonnie Cameron Sakari Suominen |
| 2 min | 2 min | Tresty                          | 10 min                                                         | Rozhodčí: Tim Peel Marcus Vinnerborg Čároví: Lonnie Cameron Sakari Suominen |
| 29 | 29 | Střely                          | 32                                                             | Rozhodčí: Tim Peel Marcus Vinnerborg Čároví: Lonnie Cameron Sakari Suominen |

### Čtvrtfinále
| 19. února 2014 12:00 | Švédsko | 5–0 (1–0, 0–0, 4–0) | Slovinsko | Bolšaja ledovaja arena, Soči Návštěvnost: 7 325 |  |

| Zpráva | |                     |                |                                                                         |
| Henrik Lundqvist                                                                                             | Henrik Lundqvist                                                                                             | Brankáři            | Robert Kristan | Rozhodčí: Brad Meier Vladimír Šindler Čároví: Chris Carlson Mark Wheler |
| Alexander Steen – 18:50 Daniel Sedin – 41:42 Loui Eriksson – 48:04 Carl Hagelin – 51:27 Carl Hagelin – 56:10 | Alexander Steen – 18:50 Daniel Sedin – 41:42 Loui Eriksson – 48:04 Carl Hagelin – 51:27 Carl Hagelin – 56:10 | 1–0 2–0 3–0 4–0 5–0 |                | Rozhodčí: Brad Meier Vladimír Šindler Čároví: Chris Carlson Mark Wheler |
| 8 min | 8 min | Tresty              | 8 min          | Rozhodčí: Brad Meier Vladimír Šindler Čároví: Chris Carlson Mark Wheler |
| 38 | 38 | Střely              | 19             | Rozhodčí: Brad Meier Vladimír Šindler Čároví: Chris Carlson Mark Wheler |

| 19. února 2014 16:30 | Finsko | 3–1 (2–1, 1–0, 0–0) | Rusko | Bolšaja ledovaja arena, Soči Návštěvnost: 11 654 |  |

| Zpráva                                                                   |                                                                          |                 |                       |                                                                                 |
| Tuukka Rask                                                              | Tuukka Rask                                                              | Brankáři        | Semjon Varlamov       | Rozhodčí: Kelly Sutherland Marcus Vinnerborg Čároví: Greg Devorski Jesse Wilmot |
| Juhamatti Aaltonen – 09:18 Teemu Selänne – 17:38 Mikael Granlund – 25:37 | Juhamatti Aaltonen – 09:18 Teemu Selänne – 17:38 Mikael Granlund – 25:37 | 0–1 1–1 2–1 3–1 | 07:51 – Ilja Kovalčuk | Rozhodčí: Kelly Sutherland Marcus Vinnerborg Čároví: Greg Devorski Jesse Wilmot |
| 6 min                                                                    | 6 min                                                                    | Tresty          | 8 min                 | Rozhodčí: Kelly Sutherland Marcus Vinnerborg Čároví: Greg Devorski Jesse Wilmot |
| 22                                                                       | 22                                                                       | Střely          | 38                    | Rozhodčí: Kelly Sutherland Marcus Vinnerborg Čároví: Greg Devorski Jesse Wilmot |

| 19. února 2014 21:00 | Kanada | 2–1 (1–1, 0–0, 1–0) | Lotyšsko | Bolšaja ledovaja arena, Soči Návštěvnost: 9 825 |  |

| Zpráva                                   |                                          |             |                        |                                                                    |
| Carey Price                              | Carey Price                              | Brankáři    | Kristers Gudļevskis    | Rozhodčí: Tim Peel Jyri Rönn Čároví: Brad Kovachik Sakari Suominen |
| Patrick Sharp – 13:37 Shea Weber – 53:06 | Patrick Sharp – 13:37 Shea Weber – 53:06 | 1–0 1–1 2–1 | 15:41 – Lauris Dārziņš | Rozhodčí: Tim Peel Jyri Rönn Čároví: Brad Kovachik Sakari Suominen |
| 6 min                                    | 6 min                                    | Tresty      | 6 min                  | Rozhodčí: Tim Peel Jyri Rönn Čároví: Brad Kovachik Sakari Suominen |
| 57                                       | 57                                       | Střely      | 16                     | Rozhodčí: Tim Peel Jyri Rönn Čároví: Brad Kovachik Sakari Suominen |

| 19. února 2014 21:00 | USA | 5–2 (3–1, 1–0, 1–1) | Česko | Šajba arena, Soči Návštěvnost: 4 606 |  |

| Zpráva | |                             |                                         |                                                                            |
| Jonathan Quick                                                                                               | Jonathan Quick                                                                                               | Brankáři                    | Ondřej Pavelec Alexander Salák          | Rozhodčí: Konstantin Olenin Kevin Pollock Čároví: Derek Amell Ivan Děďulja |
| James van Riemsdyk – 01:39 Dustin Brown – 14:38 David Backes – 19:58 Zach Parise – 29:31 Phil Kessel – 42:01 | James van Riemsdyk – 01:39 Dustin Brown – 14:38 David Backes – 19:58 Zach Parise – 29:31 Phil Kessel – 42:01 | 1–0 1–1 2–1 3–1 4–1 5–1 5–2 | 04:31 – Aleš Hemský 53:00 – Aleš Hemský | Rozhodčí: Konstantin Olenin Kevin Pollock Čároví: Derek Amell Ivan Děďulja |
| 2 min | 2 min | Tresty                      | 6 min                                   | Rozhodčí: Konstantin Olenin Kevin Pollock Čároví: Derek Amell Ivan Děďulja |
| 25 | 25 | Střely                      | 23                                      | Rozhodčí: Konstantin Olenin Kevin Pollock Čároví: Derek Amell Ivan Děďulja |

### Semifinále
| 21. února 2014 16:00 | Švédsko | 2–1 (0–0, 2–1, 0–0) | Finsko | Bolšaja ledovaja arena, Soči Návštěvnost: 9 476 |  |

| Zpráva                                      |                                             |             |                      |                                                                        |
| Henrik Lundqvist                            | Henrik Lundqvist                            | Brankáři    | Kari Lehtonen        | Rozhodčí: Konstantin Olenin Tim Peel Čároví: Derek Amell Chris Carlson |
| Loui Eriksson – 31:39 Erik Karlsson – 36:26 | Loui Eriksson – 31:39 Erik Karlsson – 36:26 | 0–1 1–1 2–1 | 26:17 – Olli Jokinen | Rozhodčí: Konstantin Olenin Tim Peel Čároví: Derek Amell Chris Carlson |
| 10 min                                      | 10 min                                      | Tresty      | 4 min                | Rozhodčí: Konstantin Olenin Tim Peel Čároví: Derek Amell Chris Carlson |
| 25                                          | 25                                          | Střely      | 26                   | Rozhodčí: Konstantin Olenin Tim Peel Čároví: Derek Amell Chris Carlson |

| 21. února 2014 21:00 | USA | 0–1 (0–0, 0–1, 0–0) | Kanada | Bolšaja ledovaja arena, Soči Návštěvnost: 11 172 |  |

| Zpráva         |                |          |                    |                                                                          |
| Jonathan Quick | Jonathan Quick | Brankáři | Carey Price        | Rozhodčí: Brad Meier Kelly Sutherland Čároví: Ivan Děďulja Greg Devorski |
|                |                | 0–1      | 21:41 – Jamie Benn | Rozhodčí: Brad Meier Kelly Sutherland Čároví: Ivan Děďulja Greg Devorski |
| 4 min          | 4 min          | Tresty   | 6 min              | Rozhodčí: Brad Meier Kelly Sutherland Čároví: Ivan Děďulja Greg Devorski |
| 31             | 31             | Střely   | 37                 | Rozhodčí: Brad Meier Kelly Sutherland Čároví: Ivan Děďulja Greg Devorski |

### Zápas o 3. místo
| 22. února 2014 19:00 | USA | 0–5 (0–0, 0–2, 0–3) | Finsko | Bolšaja ledovaja arena, Soči Návštěvnost: 9 052 |  |

| Zpráva         |                |                     | |                                                                         |
| Jonathan Quick | Jonathan Quick | Brankáři            | Tuukka Rask                                                                                                  | Rozhodčí: Konstantin Olenin Tim Peel Čároví: Chris Carlson Ivan Děďulja |
|                |                | 0–1 0–2 0–3 0–4 0–5 | 21:27 – Teemu Selänne 21:38 – Jussi Jokinen 46:10 – Juuso Hietanen 49:06 – Teemu Selänne 53:09 – Olli Määttä | Rozhodčí: Konstantin Olenin Tim Peel Čároví: Chris Carlson Ivan Děďulja |
| 12 min         | 12 min         | Tresty              | 4 min | Rozhodčí: Konstantin Olenin Tim Peel Čároví: Chris Carlson Ivan Děďulja |
| 27             | 27             | Střely              | 29 | Rozhodčí: Konstantin Olenin Tim Peel Čároví: Chris Carlson Ivan Děďulja |

### Finále
| 23. února 2014 16:00 | Švédsko | 0–3 (0–1, 0–1, 0–1) | Kanada | Bolšaja ledovaja arena, Soči Návštěvnost: 11 076 |  |

| Zpráva           |                  |             |                                                                   |                                                                         |
| Henrik Lundqvist | Henrik Lundqvist | Brankáři    | Carey Price                                                       | Rozhodčí: Brad Meier Kelly Sutherland Čároví: Derek Amell Greg Devorski |
|                  |                  | 0–1 0–2 0–3 | 12:55 – Jonathan Toews 35:43 – Sidney Crosby 49:04 – Chris Kunitz | Rozhodčí: Brad Meier Kelly Sutherland Čároví: Derek Amell Greg Devorski |
| 6 min            | 6 min            | Tresty      | 4 min                                                             | Rozhodčí: Brad Meier Kelly Sutherland Čároví: Derek Amell Greg Devorski |
| 24               | 24               | Střely      | 36                                                                | Rozhodčí: Brad Meier Kelly Sutherland Čároví: Derek Amell Greg Devorski |

## Konečné umístění
| Pořadí | Tým           | Z | V | VP | PP | P | Skóre | B  | Soupisky |
| ------ | ------------- | - | - | -- | -- | - | ----- | -- | -------- |
|        | Kanada (CAN)  | 6 | 5 | 1  | 0  | 0 | 17:3  | 17 | Soupiska |
|        | Švédsko (SWE) | 6 | 5 | 0  | 0  | 1 | 17:9  | 15 | Soupiska |
|        | Finsko (FIN)  | 6 | 4 | 0  | 1  | 1 | 24:10 | 13 | Soupiska |
| 4.     | USA           | 6 | 3 | 1  | 0  | 2 | 20:12 | 11 | Soupiska |
| 5.     | Rusko         | 5 | 2 | 1  | 1  | 1 | 13:8  | 9  | Soupiska |
| 6.     | Česko         | 5 | 2 | 0  | 0  | 3 | 13:15 | 6  | Soupiska |
| 7.     | Slovinsko     | 5 | 2 | 0  | 0  | 3 | 10:16 | 6  | Soupiska |
| 8.     | Lotyšsko      | 5 | 1 | 0  | 0  | 4 | 9:13  | 3  | Soupiska |
| 9.     | Švýcarsko     | 4 | 2 | 0  | 0  | 2 | 3:4   | 6  | Soupiska |
| 10.    | Rakousko      | 4 | 1 | 0  | 0  | 3 | 7:19  | 3  | Soupiska |
| 11.    | Slovensko     | 4 | 0 | 0  | 1  | 3 | 5:16  | 1  | Soupiska |
| 12.    | Norsko        | 4 | 0 | 0  | 0  | 4 | 3:16  | 0  | Soupiska |

## Statistiky a hodnocení hráčů

### Nejlepší hráči podle direktoriátu IIHF
| Pozice              | Hráč          |
| ------------------- | ------------- |
| Brankář             | Carey Price   |
| Obránce             | Erik Karlsson |
| Útočník             | Phil Kessel   |
| Nejužitečnější hráč | Teemu Selänne |

### All Stars
| Pozice  | Hráč             |
| ------- | ---------------- |
| Brankář | Henrik Lundqvist |
| Obránce | Erik Karlsson    |
| Obránce | Drew Doughty     |
| Útočník | Teemu Selänne    |
| Útočník | Phil Kessel      |
| Útočník | Mikael Granlund  |

### Kanadské bodování
| Pořadí | Jméno              | Země     | Z | G | A | B |
| ------ | ------------------ | -------- | - | - | - | - |
| 1.     | Phil Kessel        | USA      | 6 | 5 | 3 | 8 |
| 2.     | Erik Karlsson      | Švédsko  | 6 | 4 | 4 | 8 |
| 3.     | Mikael Granlund    | Finsko   | 6 | 3 | 4 | 7 |
| 4.     | James Van Riemsdyk | USA      | 6 | 1 | 6 | 7 |
| 5.     | Michael Grabner    | Rakousko | 4 | 5 | 1 | 6 |
| 6.     | Drew Doughty       | Kanada   | 6 | 4 | 2 | 6 |
| 6.     | Teemu Selänne      | Finsko   | 6 | 4 | 2 | 6 |
| 8.     | Alexandr Radulov   | Rusko    | 5 | 3 | 3 | 6 |
| 8.     | Shea Weber         | Kanada   | 6 | 3 | 3 | 6 |
| 10.    | Pavel Dacjuk       | Rusko    | 5 | 2 | 4 | 6 |